# 野棕榈
《野棕榈》（英語：The Wild Palms）原名《如果我忘记你，耶路撒冷》（英語：If I Forget Thee, Jerusalem），是由威廉·福克纳所著的一部小说，於1939年出版。故事背景设定在美國密西西比州，部分情节发生在芝加哥和犹他州。小说中包括《野棕榈》和《老人》两个故事，各包含五部分，运用了对位的手法。这部小说不属于约克纳帕塔法系列。

## 写作及出版过程
1937年底，福克纳去信经纪人谈到《野棕榈》的合同和版税问题。他要求第一版提出15%版税，第二版提出20%，以后各版提出25%。然而经纪人拒绝，他这才说到稿子刚起头，五一之前应该能交稿。1938年春夏，他全力写作该书，分开写构成该书的两个故事，有时也打猎钓鱼。到6月基本完成，但该月中旬他发电报给兰登书屋称还需修改。福克纳的妻子埃丝特尔首先读完了稿件，之后他把稿子寄给了出版商罗伯特·哈斯。
福克纳本来为该书起的书名为《如果我忘记你，耶路撒冷》，这个名字来自《圣经·旧约·诗篇》第一百三十七：“耶路撒冷啊，我若忘记你，情愿我的右手忘记技巧。我若不记念你，若不看耶路撒冷过于我所最喜乐的，情愿我的舌头贴于上膛。”但萨克斯·康明斯和兰登书屋其他编辑认为这个名字没有吸引力，让他把名字改成具有野性和异国情调的《野棕榈》。1939年1月19日，该书正式出版，一星期后福克纳还上了《时代杂志》封面。
初版时两个故事是按照福克纳的意图交叉编排的，但以后的版本中出版商将两个故事作为独立的中篇小说依序编排。1948年，宗教保守势力在费城大行其道，《野棕榈》因为涉及婚外情和堕胎等“低级污秽”的情节遭到查禁。

## 情节
《野棕榈》讲述新奥尔良年轻女艺术家夏洛特是富有的里特梅尔先生之妻，育有二女，婚后生活十分乏味。一次晚会上她结识了实习医生哈里·威尔伯恩，向他倾诉了身世和家庭情况，请哈里第二天来共进晚餐。之后两人在夏洛特家中、小饭店里频频幽会。夏洛特知道里特梅尔先生不会同意离婚，而她和哈里都很缺钱，她只好提出分手。就在此时，哈里偶然在一个街角的垃圾箱里拾到了装有一个1278元钱的皮夹，并电话告诉了夏洛特。两天后，他们乘上了去芝加哥的火车，却在车上碰见了里特梅尔先生。里特梅尔先生没说什么，还给了他们300元支票。
哈里到了芝加哥，很久找不到工作。后来他供职于黑人区一家医院，收入低微。夏洛特的雕塑也只能赚来微薄的钱财。里特梅尔派来侦探骚扰他们，此时他们只剩148元钱，房租都成了问题。他们的朋友迈卡德把他们安排到伊文思顿郊区湖边的一幢房子里。圣诞节前，迈卡德帮夏洛特在芝加哥找到了工作，哈里不愿意去，却也无法可施。他终日混日子，终于无法忍受，后来在犹他州一矿场找到了当场医的差使。
第二年早春他们来到矿场，受到巴克纳夫妇接待，他们得知矿场依然濒临倒闭，非常失望。这时，夏洛特发现自己怀孕了，要哈里给她堕胎，哈里不愿意。二人来到得克萨斯州圣安东尼奥。哈里想到到妓院索取药片来停止妊娠，结果被人暴打。夏洛特要他13天内要么找到足以养活三人的工作，要么堕胎，哈里违心地答应了。他使出浑身解数，才谋得一份护送小学生的工作，每星期只赚10元。他不得不为夏洛特做了手术。
夏洛特术后出血不止，她短暂的回新奥尔良辞别了丈夫，和哈里来到了棕榈飘香的密西西比河岸，终于死去。哈里因为私自做手术被监禁，里特梅尔答应帮他，为他所拒绝。法庭上里特梅尔为哈里辩护，可他还是被判有罪。狱中里特梅尔递给哈里夏洛特的药盒，哈里认出里面是剧毒的氰化物——原来夏洛特是自杀。哈里并没有利用这个为自己辩护，而是毁掉了它，陷入沉思……
另一故事《老人》较短，讲述1927年5月密西西比河发生了水灾。监狱里有两个犯人，一个是因抢劫被判15年的瘦高个，另一个是偷车的矮胖个，他因为卷入凶杀案被判199年。他们两个被派去救两位被洪水围困的居民，一个是被困在一棵柏树上的妇女，另一人被困在棉花房。可瘦高个没有回来，矮胖个说他被淹死。但其实瘦高个爬上了一艘小船，并帮助那名妇女和她的婴儿摆脱了洪水的围困。最后他回到监狱，因越狱罪被加判10年徒刑……